# Penetopteryx taeniocephalus
Penetopteryx taeniocephalus är en fiskart som beskrevs av Lunel 1881. Penetopteryx taeniocephalus ingår i släktet Penetopteryx och familjen kantnålsfiskar. Inga underarter finns listade i Catalogue of Life.